# Фалкушовце
Фалкушовце (словац. Falkušovce, угор. Falkus) — село, громада в окрузі Михайлівці, Кошицький край, Словаччина. Село розташоване на висоті 104 м над рівнем моря. Населення — 670 осіб (95 % — словаки).
Вперше згадується 1290 року.

## Інфраструктура
В селі є бібліотека, поштове відділення та футбольне поле. Найближча залізнична станція знаходиться за 4 км (Hatalov).

## Населення
| Рік:            | 1994. | 2004.   | 2014.   | 2024.   |
| --------------- | ----- | ------- | ------- | ------- |
| Кількість осіб: | 615   | 673     | 666     | 659     |
| Різниця:        |       | +9,43 % | -1,04 % | -1,05 % |

| Рік:            | 2023. | 2024.   |
| --------------- | ----- | ------- |
| Кількість осіб: | 670   | 659     |
| Різниця:        |       | -1,64 % |

## Пам'ятки
У селі є греко-католицька церква Вознесіння Господа з 1779 року в стилі бароко-класицизму та православна церква Вознесіння Господнього з 21 століття.